# 25 марта
25 марта — 84-й день года (85-й в високосные годы) по григорианскому календарю.
До конца года остаётся 281 день.
До 15 октября 1582 года — 25 марта по юлианскому календарю, с 15 октября 1582 года — 25 марта по григорианскому календарю.
В XX и XXI веках соответствует 12 марта по юлианскому календарю.

## Праздники и памятные дни

### Международные
- ООН — Международный день памяти жертв рабства и трансатлантической работорговли.
- ООН — Международный день солидарности с сотрудниками, содержащимися под стражей и пропавшими без вести[2].
- День спортивного кино[3].

### Национальные
- Греция — День независимости.
- Россия — День работника культуры.
- Украина — День службы безопасности Украины.
- Беларусь — День Воли.

### Религиозные

#### Католицизм
- Благовещение Пресвятой Богородицы;
- память Эльфвода[англ.], епископа Солсбери;
- память святых отшельников Баронтия и Дезидерия[англ.];
- память святого Дисмаса.

#### Православие[4][5]
- Память преподобного Феофана исповедника, Сигрианского (818 год);
- память праведного Финееса, первосвященника Израильского (ок. 1500 до н. э.);
- память святителя Григория Двоеслова, папы Римского (604 год);
- память преподобного Симеона Нового Богослова (1021 год);
- память исповедника Александра Державина, пресвитера (1933 год);
- память священномучеников Иоанна Плеханова, Константина Соколова, пресвитеров, преподобномученика Владимира (Волкова), архимандрита (1938 год);
- память священномученика Сергия Скворцова, пресвитера (1943 год);
- празднование Лиддской иконы Божией Матери (на столпе в Лидде) (I).

### Именины
- Католические: Баронтий, Дезидерий, Дисмас, Эльфволд.
- Православные: Александр, Владимир, Григорий, Дмитрий, Иван, Константин, Симеон, Сергей, Феофан, Финеес[4][5].

## События

### До XIX века
- 421 — Согласно легенде, в день Благовещения Девы Марии в Северной Италии основана Венеция. Основана она была жителями области, спасшимися от готов на пустынных островах болотистого побережья.
- 752 — Стефан II, избранный двумя днями раньше Папой Римским, скончался от апоплексического удара. Так как он не прошёл необходимого обряда посвящения, его имя не включено в список понтификов. Новый папа также взял себе имя Стефан, но из-за печальной преждевременной кончины предшественника его называют то Стефан II, то Стефан III.
- 1238 — начало героической 50-дневной обороны Козельска. После взятия города монголы уничтожили всех, включая грудных детей.
- 1305 — в Падуе освящена капелла Скровеньи с росписями Джотто.
- 1306 — Роберт Брюс был коронован королём Шотландии.
- 1505 — Из Лиссабона отправилась в путь португальская экспедиция с целью завоевания Индии и Малакки и полного уничтожения египетско-арабской торговли с Индией. Для этого была специально учреждена должность вице-короля Индии, и первым на неё был назначен Франсишку Алмейда, возглавивший экспедицию. В плавание были снаряжены 22 корабля с полутора тысячами солдат. Одним из участников экспедиции был бедный португальский дворянин Фернан Магеллан, позже прославивший своё имя организацией первой кругосветной экспедиции.
- 1604 — Борис Годунов послал казачьего голову Гаврилу Писемского из Сургута и стрелецкого голову Василия Тыркова из Тобольска с заданием основать крепость на берегу реки Томи, в татарской земле, с целью защитить переправу через реку. Основание Томска.
- 1655 — Найден первый и крупнейший спутник Сатурна Титан.
- 1799 — Битва при Штокахе, результатом которой стало вытеснение французов обратно за Рейн.

### XIX век
- 1802 — Между Францией, Испанией и Батавской республикой с одной стороны и Англией — с другой подписан Амьенский мирный договор.
- 1807 — Начались регулярные пассажирские перевозки по Железной дороге Суонси и Мамблза (Великобритания). Она стала первой в мире железной дорогой с регулярным пассажирским движением.
- 1811 — Император Наполеон Бонапарт издал декрет о выделении 80 000 акров земли для выращивания сахарной свёклы, о подготовке специалистов и строительстве заводов для получения сахара из свёклы.
- 1814 — Сражение при Фер-Шампенуазе.
- 1815 — Создана седьмая антифранцузская коалиция (Россия, Великобритания, Австрия и Пруссия).
- 1820 — Изгнание иезуитов из России.
- 1821 — Провозглашена независимость Греции от Оттоманской империи.
- 1843 — В Лондоне открыт пешеходный туннель под Темзой, связывающий Врэппинг с Розерхисом.
- 1864 — Сражение при Падуке; в ходе кавалерийского рейда в Теннесси генерал Натан Форрест занял город Падука, но не смог захватить федеральный форт Андерсон.

### XX век
- 1911 — Пожар на фабрике «Трайангл», крупнейшая производственная катастрофа Нью-Йорка.
- 1917 — Постановление Временного правительства об отмене смертной казни.
- 1918 — Рада Белорусской Народной Республики приняла Третью Уставную грамоту, в которой провозглашалась независимость БНР.
- 1930 — Начало Тугсбуянтского восстания в Монголии.
- 1938 — Трансляцией фильма «Великий гражданин» начато регулярное вещание Московского телецентра.
- 1941 — Югославия присоединилась к Берлинскому пакту, подписав Венский протокол.
- 1941 — Замена в Литве национальной валюты лита советским рублём.
- 1944 — Советские войска освободили Проскуров (ныне Хмельницкий).
- 1949 — Началась массовая депортация нескольких десятков тысяч жителей Эстонии, Литвы и Латвии в Сибирь.
- 1957 — В зале Горациев и Куриациев римского дворца Киджи на Капитолийском холме в Риме главы Бельгии, ФРГ, Франции, Италии, Люксембурга и Нидерландов заключили договор об образовании Европейского экономического сообщества (ЕЭС).
- 1969 — начало постельного протеста Джона Леннона и его супруги.
- 1974 — На экраны вышел фильм Василия Шукшина «Калина красная».
- 1975 — в Эр-Рияде своим племянником Фейсалом убит король Саудовской Аравии Фейсал ибн Абдул-Азиз Аль Сауд.
- 1985 — По Центральному телевидению начался премьерный показ телефильма «Гостья из будущего».
- 1988 — «Демонстрация со свечами» в Братиславе, Чехословакия.
- 1992 — Из-за постоянных убытков прекращён выпуск английского юмористического журнала «Панч», выходившего 150 лет.
- 1993 — резня в Каслроке, Северная Ирландия.
- 1996 — инициативная группа, выдвинувшая Бориса Ельцина для переизбрания на второй срок, представила 1 млн 372 тыс. подписей для регистрации его кандидатуры.
- 1997 — охотники за сокровищами во главе с аргентинцем Херманом Моро объявили, что они обнаружили у берегов Эквадора затонувший в 1654 году испанский галеон La Capitana с грузом золота и серебра. Эксперты разошлись в оценке возможной стоимости обнаруженных сокровищ — от нескольких миллионов до нескольких миллиардов долларов.

### XXI век
- 2002 — обнаружен ген эпилепсии.
- 2003 — Фёдор Конюхов установил мировой рекорд для многокорпусных судов по маршруту Канарские острова — Барбадос, пройдя его за девять суток[6].
- 2006 — в культурном центре на Капитолийском холме в Сиэтле убиты 7 человек.
- 2008 — начало операции на острове Ндзуани.
- 2010 — Рустам Минниханов принёс присягу и официально вступил в должность президента Республики Татарстан.
- 2018 — пожар в торговом центре «Зимняя вишня» в Кемерово, 60 погибших, в том числе 37 детей.

## Родились
См. также: Категория:Родившиеся 25 марта

### До XIX века
- 1259 — Андроник II Палеолог (ум. 1332), император Византийской империи (1282—1328)
- 1347 — Екатерина Сиенская (урожд. Катерина ди Бенинкаса; ум. 1380), итальянская религиозная деятельница и писательница позднего Средневековья («Диалоги о Провидении Божьем»).
- 1479 — Василий III Иванович (ум. 1533), великий князь владимирский и московский (1505—1533).
- 1490 — Франческо Мария I делла Ровере (ум. 1538), итальянский полководец, герцог Урбино.
- 1538 — Христофор Клавий (ум. 1612), немецкий математик и астроном, разработчик григорианского календаря.
- 1611 — Эвлия Челеби (ум. 1682), турецкий путешественник и географ.
- 1614 — Хуан Карреньо де Миранда (ум. 1685), испанский художник эпохи барокко.
- 1716 — Алексей Антропов (ум. 1795), русский художник, живописец-портретист, декоратор.
- 1747 — граф, затем светлейший князь Александр Безбородко (ум. 1799), государственный деятель, дипломат, канцлер Российской империи.
- 1751 — Пьетро ди Готтардо Гонзаго (ум. 1831), итальянский и российский декоратор, архитектор и теоретик искусства.
- 1767 — Иоахим Мюрат (ум. 1815), французский военный деятель, маршал Франции (1804), король Неаполитанский (1808).
- 1779 — Екатерина Загряжская (ум. 1842), русская дворянка, фрейлина из рода Загряжских, тётка жены А. С. Пушкина.
- 1782 — Каролина Бонапарт (ум. 1839), младшая из сестёр Наполеона, жена Иоахима Мюрата.
- 1786 — Джованни Баттиста Амичи (ум. 1863), итальянский астроном, оптик и ботаник.

### XIX век
- 1808 — Хосе де Эспронседа-и-Дельгадо (ум. 1842), испанский поэт.
- 1813
  - Андрей Дельвиг (ум. 1887), инженер-генерал, организатор строительства в России крупных инженерных сооружений.
  - Алексей Максимов (ум. 1861), русский артист.
- 1842 — Илья Цион (ум. 1912), русский и французский физиолог, профессор, агент Министерства финансов России во Франции, международный авантюрист и финансовый махинатор.
- 1864 — Алексей Явленский (ум. 1941), русский художник-экспрессионист, живший и работавший в Германии.
- 1867
  - Михаил Богословский (ум. 1929), русский историк и преподаватель, академик.
  - Джон Гутзон Борглум (ум. 1941), американский скульптор и архитектор, автор Рашморского мемориала.
  - Артуро Тосканини (ум. 1957), итальянский и американский дирижёр.
- 1871 — Игорь Грабарь (ум. 1960), живописец, реставратор, искусствовед, педагог, народный художник СССР.
- 1880 — Мидхат Фрашери (ум. 1949), албанский учёный-просветитель, политик, дипломат и писатель, один из создателей албанского алфавита.
- 1881 — Бела Барток (ум. 1945), венгерский композитор, пианист и музыковед-фольклорист.
- 1882 — Олег Пантюхов (ум. 1973), герой Первой мировой войны, участник Гражданской войны в России. Ведущий основоположник скаутского движения в России.
- 1897
  - Егише Чаренц (наст. фамилия Согомонян; ум. 1937), армянский поэт, прозаик, переводчик, классик армянской литературы.
  - Жан Эпштейн (ум. 1953), французский кинорежиссёр, критик и теоретик кино; родом из Польши.

### XX век
- 1906 — Лев Шейнин (ум. 1967), советский писатель, драматург, киносценарист.
- 1908 — сэр Дэвид Лин (ум. 1991), британский кинорежиссёр («Лоуренс Аравийский», «Доктор Живаго»), сценарист, продюсер.
- 1908 — Хельмут Койтнер (ум. 1980), немецкий кинорежиссёр.
- 1910 — Магда Оливеро (ум. 2014), итальянская оперная певица (сопрано), певица с самой длительной в истории карьерой.
- 1911 — Владимир Дыховичный (ум. 1963), советский писатель-сатирик, драматург, сценарист, поэт, чтец-декламатор.
- 1920 — Патрик Траутон (ум. 1987), английский актер, известен ролью Второго Доктора в телесериале «Доктор Кто»
- 1921 — Симона Синьоре (наст. фамилия Каминкер; ум. 1985), французская актриса кино и театра, обладательница премий «Оскар» и «Сезар».
- 1925
  - Сергей Ивченко (ум. 1984), украинский советский учёный-ботаник, писатель.
  - Фланнери О’Коннор (ум. 1964), американская писательница.
  - Александр Чекалин (повешен в 1941), юный советский партизан-разведчик, Герой Советского Союза (посмертно).
- 1926 — Ласло Папп (ум. 2003), венгерский боксёр, первый в истории бокса трёхкратный олимпийский чемпион.
- 1926 — Павел Гойхман (ум. 2024), советский легкоатлет, тренер; заслуженный тренер СССР (1957).
- 1937
  - Елена Козелькова, актриса театра и кино, заслуженная артистка РСФСР.
  - Мария Пахоменко (ум. 2013), советская и российская эстрадная певица, народная артистка РФ.
- 1940 — Александр Прошкин, советский и российский кинорежиссёр, сценарист, народный артист РФ.
- 1942 — Арета Франклин (ум. 2018), американская певица в стилях ритм-энд-блюз, соул и госпел.
- 1945 — Георгий Мамиконов (ум. 2021), советский и российский певец, художественный руководитель и солист группы «Доктор Ватсон», заслуженный артист России.
- 1947 — сэр Элтон Джон (при рожд. Реджинальд Кеннет Дуайт), британский певец, пианист, композитор, телеведущий.
- 1948 — Бонни Беделиа, американская актриса кино и сериалов.
- 1950 — Борис Бурда, украинский журналист, телеведущий, писатель, бард, эрудит, знаток клуба «Что? Где? Когда?».
- 1951 — Мэйзи Уильямс, британская фотомодель, танцовщица и певица, одна из первых участников группы «Boney M.».
- 1956 — Ефим Шифрин, советский и российский артист эстрады, актёр и режиссёр, юморист, певец, телеведущий.
- 1957 — Тамара Акулова, советская и российская актриса театра и кино, педагог, заслуженная артистка РФ.
- 1959 — Алексей Меринов, российский художник-карикатурист.
- 1960 — Петер Зайзенбахер, австрийский дзюдоист, двукратный олимпийский чемпион (1984, 1988)
- 1962 — Марсия Кросс, американская теле- и киноактриса (роль доктора Кимберли Шоу в «Мелроуз Плейс» и др.).
- 1963 — Елена Кищик, российская актриса театра и кино.
- 1964
  - Алексей Прокуроров (погиб в 2008), советский и российский лыжник, олимпийский чемпион (1988), чемпион мира (1997).
  - Дмитрий Селиванов (покончил с собой в 1989), советский рок-музыкант, гитарист.
  - Баз Уорн, британский рок-музыкант, певец и гитарист, участник группы «Stranglers».
- 1965
  - Стефка Костадинова, болгарская легкоатлетка, олимпийская чемпионка (1996), рекордсменка мира в прыжках в высоту.
  - Сара Джессика Паркер, американская актриса («Секс в большом городе» и др.), продюсер, лауреат премий «Золотой глобус» и «Эмми».
- 1966
  - Дмитрий Квартальнов, советский и российский хоккеист, чемпион мира (1989), тренер.
  - Татьяна Патитц (ум. 2023), немецкая супермодель и актриса.
  - Джефф Хили, канадский блюз-роковый гитарист и певец, слепой от рождения.
- 1971 — Стейси Драгила (наст. имя Стейси Рени Микельсен), американская прыгунья с шестом, олимпийская чемпионка (2000), трёхкратная чемпионка мира.
- 1973
  - Михаэла Дорфмайстер, австрийская горнолыжница, двукратная олимпийская чемпионка, двукратная чемпионка мира.
  - Андрей Николишин, советский и российский хоккеист, чемпион мира, призёр Олимпийских игр.
- 1974 — Ксения Раппопорт, актриса театра, кино и дубляжа, народная артистка России.
- 1975 — Мелани Блэтт, британская певица и актриса.
- 1976 — Владимир Кличко, украинский боксёр-тяжеловес, олимпийский чемпион (1996), чемпион мира среди профессионалов по версии WBO.
- 1979 — Ли Пейс, американский актёр театра, кино и телевидения.
- 1980 — Закир Даудов (погиб в 1999), российский военнослужащий, Герой РФ (посмертно).
- 1986 — Кайл Лоури, американский баскетболист, чемпион НБА (2019), олимпийский чемпион (2016).
- 1991 — Сейшелл Гэбриел, американская актриса и певица.
- 1992 — Элизабет Лэил, американская актриса.
- 1994 — Жюстин Дюфур-Лапуант, канадская фристайлистка (могул), олимпийская чемпионка (2014), чемпионка мира.
- 2000 — Ша’Карри Ричардсон, американская легкоатлетка, чемпионка мира.

### XXI век
- 2007 — Кейли Флеминг, американская актриса.

## Скончались

### До XIX века
- 1458 — Иньиго Лопес де Мендоса (р. 1398), испанский поэт и государственный деятель.
- 1712 — Неемия Грю (р. 1641), английский ботаник и врач, микроскопист, основоположник анатомии растений.

### XIX век
- 1801 — Новалис (наст. имя Фридрих фон Харденберг; р. 1772), немецкий поэт-романтик, философ-эзотерик.
- 1818 — Генри Ли III (р. 1756), американский военный, 9-й губернатор Вирджинии.
- 1847 — Алексей Веденяпин (р. 1804), русский офицер, декабрист, член Общества соединённых славян.
- 1853 — Василий Каратыгин (р. 1802), русский актёр-трагик.
- 1857 — Уильям Колгейт (р. 1783), американский бизнесмен, основатель компании Colgate.

### XX век
- 1907 — Эрнст фон Бергманн (р. 1836), немецкий хирург, основоположник асептики.
- 1914 — Фредерик Мистраль (р. 1830), французский поэт и лексикограф, лауреат Нобелевской премии (1904).
- 1918 — Клод Дебюсси (р. 1862), французский композитор и музыкальный критик.
- 1921 — Карл Григорович (р. 1868), скрипач-виртуоз, прозванный русским Сарасате.
- 1957 — Макс Офюльс (наст. имя Максимилиан Оппенхаймер; р. 1902), немецкий, американский и французский кинорежиссёр.
- 1971 — погиб Арон Крупп (р. 1917), советский поэт, бард, классик «туристского» направления в авторской песне.
- 1973 — Эдвард Стайхен (р. 1879), выдающийся американский фотограф.
- 1987 — Иван Иванов-Вано (р. 1900), режиссёр, художник и сценарист мультипликационного кино, один из основателей советской мультипликации, педагог, народный артист СССР.
- 1991 — архиепископ Марсель Франсуа Лефевр (р. 1905), основатель Братства святителя Пия X, глава эконской семинарии.
- 1994 — Игорь Гостев (р. 1925), кинорежиссёр, сценарист, народный артист РСФСР.
- 1997 — Виталий Виленкин (р. 1911), советский и российский театровед, литературовед, переводчик.
- 1999 — Вячеслав Черновол (р. 1937), украинский политик, журналист, публицист, один из основателей Народного руха Украины.

### XXI век
- 2007 — Тамара Носова (р. 1927), советская и российская киноактриса, народная артистка РФ.
- 2008 — Каба Атабеков (р. 1926), кыргызский манасчы, народный артист Кыргызской Республики.
- 2011 — Мария Исакова (р. 1918), советская конькобежка, первая трёхкратная чемпионка мира по классическому многоборью.
- 2017 — Теодор Ойзерман (р. 1914), советский и российский философ, историк философии.
- 2021 — Бертран Тавернье (р. 1941), французский кинорежиссёр и сценарист.
- 2025
  - Эдит Баллантайн (р. 1922), гражданка Чехии и Канады, крупнейшая пацифистка.
  - Галина Марченко (р. 1937), советская и российская актриса театра, кино и озвучивания, кукловод.
  - Масахиро Синода (р. 1931), японский кинорежиссёр.
  - Андрей Мартемьянов (р. 1963), Советский хоккеист, тренер.

## Народный календарь, приметы и фольклор Руси
Феофан. Феофан — проломи наст.
На Феофана туманы — урожай на лён, овёс и коноплю. В этот день, в виде угощения, птицам бросают конопляные и льняные семена. Особую заботу в этот день проявляли к лошадям, чтобы не заболели: «Если на Феофана лошадь заболеет, то все лето будет болеть». Для защиты от болезней и сглаза, лошадей водили к роднику и поили с серебра, то есть погружали в воду серебряную монету или золотое кольцо.
Сход снежного покрова. Прекращение санного хода. Полное оттаивание почвы. Посев в грунт семян редиса. Коли на муравейниках снег начинает таять с южной стороны, значит лето будет коротким и холодным.